# رحیم رئیس‌نیا
رحیم رئیس‌نیا (۱۳۱۹ خورشیدی) نویسنده، مترجم و تاریخ‌نگار اهل تبریز است. وی دارای آثار تحقیقی تاریخی و جغرافیایی در ارتباط با آذربایجان بوده و علاوه بر مقالات تحقیقی، بیش از ۴۰ کتاب تألیف و ترجمه در سابقه کاری خود دارد.
او دوران ابتدائی را در تبریز گذرانده و سپس به دانشسرای مقدماتی تبریز وارد شد و در سال ۱۳۳۹ پس از اتمام دوره دانشسرا به عنوان معلم به روستاهای آذربایجان اعزام گردید. همزمان با شغل معلمی، در دانشگاه تبریز در رشته تاریخ و جغرافیا مشغول تحصیل بود و سپس در همان دانشگاه وارد دوره دکترای تاریخ گردید. با نشریه آدینه، ضمیمه ادبی مهد آزادی  همکاری می‌کرد و مدتی نیز مسئول کتابخانه دانشسرا بود. پس از وقوع انقلاب اسلامی به تحقیق و تألیف متون تاریخی همت گماشت.

## آثار
بعضی از آثار تألیف و ترجمه وی عبارتند از:
- ای‍ران و ع‍ث‍م‍ان‍ی در آس‍ت‍ان‍ه ق‍رن ب‍ی‍س‍ت‍م (سه جلد)
- آذرب‍ای‍ج‍ان در س‍ی‍ر ت‍اری‍خ ای‍ران (در سه جلد)
- کوراوغلو در افسانه و تاریخ (تحقیق)
- آذربایجان، جزء لاینفک ایران
- آخرین سنگر آزادی
- عُزیر و دو انقلاب
- تبریز مه‌آلود (ترجمه، نوشته محمد سعید اردوبادی)
- ترک و ترکها
- قهر دریا
- نهضت‌های آرمانی هم پیوند و بدرالدین
- اربابهای آقچاساز (ترجمه، نوشته یاشار کمال)
- افسانه آغری (ترجمه، نوشته یاشار کمال)
- عقاب کوهستان (ترجمه، نوشته یاشار کمال)
- بابک[۵]
- و مقالات متعدد.[۶]